# Bezkrovne, Kroleveț
Bezkrovne (în ucraineană Безкровне) este un sat în comuna Bîstrîk din raionul Kroleveț, regiunea Sumî, Ucraina.

## Demografie
Componența lingvistică a localității Bezkrovne
     Ucraineană (97,92%)
     Rusă (2,08%)
Conform recensământului din 2001, majoritatea populației localității Bezkrovne era vorbitoare de ucraineană (97,92%), existând în minoritate și vorbitori de rusă (2,08%).